# Widok (Kalisz)
Widok – osiedle Kalisza, położone na południowy zachód od Śródmieścia, ograniczone aleją Wojska Polskiego oraz ulicami Podmiejską i Graniczną.
Północno-wschodnią część Widoku stanowi zabudowa willowa, natomiast pozostały obszar osiedla to wielki zespół mieszkaniowy wybudowany w latach 1968–1975 według projektu architekta Zygmunta Lutomskiego.
Na terenie osiedla znajdują się m.in. IV Liceum Ogólnokształcące im. Ignacego Jana Paderewskiego, kuria diecezji kaliskiej, cmentarz żydowski oraz pomnik upamiętniający ofiary zburzenia Kalisza w 1914 autorstwa Wiesława Andrzeja Oźminy, odsłonięty w sierpniu 1984.
Osiedle bardzo dobrze skomunikowane z pozostałymi częściami miasta oraz regionu autobusami Kaliskich Linii Autobusowych, głównie poprzez przystanek Podmiejska Widok.